# Michel-Louis Guérard des Lauriers
Michel-Louis Guérard des Lauriers (25 de outubro de 1898 - 27 de fevereiro de 1988) foi um teólogo dominicano francês e, mais tarde na vida, um bispo tradicionalista que apoiou o sedevacantismo e o sedeprivacionismo e foi excomungado.

## Biografia
Michel-Louis Guérard des Lauriers nasceu perto de Paris, França, em 25 de outubro de 1898.
Em 1921, ingressou na Scuola Normale Superiore. Ele estuda por dois anos em Roma, com o professor Tullio Levi-Civita. 
Em 1925, ingressou na Ordem dos Pregadores. Ingressou no noviciado dominicano de Amiens em 1927. Emitiu a profissão em 1930. 
Ele era um normalien e agrégé em matemática.

## Sacerdócio
Em 29 de julho de 1931, des Lauriers foi ordenado sacerdote.
Em 1933, tornou-se professor de filosofia na escola dominicana de teologia Le Saulchoir, na Bélgica. Em 1940, ele recebeu um doutorado em matemática com tese Sobre sistemas diferenciais de segunda ordem que admitem um grupo finito contínuo de transformações.
Sob o Papa Pio XII, ele serviu como professor na Pontifícia Universidade Lateranense, em Roma. Algum tempo antes de 1950, foi conselheiro do mesmo papa sobre o dogma da Assunção de Maria (proclamado no Munificentissimus Deus).
Com o advento do Concílio Vaticano II na década de 1960, des Lauriers se preocupou com os eventos que aconteciam na Igreja Católica. Ele foi a principal força intelectual por trás do famoso estudo crítico da Missa de Paulo VI (Novus Ordo Mass) chamado de Intervenção Ottaviani, apresentado a Paulo VI em outubro de 1969. 
Em 1979, preocupado com o arcebispo Marcel Lefebvre e um possível acordo com o Vaticano, entre outras coisas, des Lauriers escreveu a Lefebvre avisando-o.

## Sedeprivacionismo
Des Lauriers tornou-se então conferencista e professor no Seminário Internacional de São Pio X da Fraternidade Sacerdotal de São Pio X de Lefebvre (FSSPX) em Écône, Suíça . Ele então apresentou sua tese de que a Santa Sé poderia estar vaga porque o Papa Paulo VI era culpado de ensinar heresia. Por causa dessa visão, ele foi removido de seu cargo de professor no seminário por Lefebvre em 1977.
Des Lauriers desenvolveu ainda mais suas crenças sobre o estado atual do papado, argumentando que a conclusão necessária de Paulo VI ensinando heresia no contexto do Magistério, era que ele não poderia ser um verdadeiro papa, sendo apenas papa materialmente ( papa materialiter) e não formalmente, conhecida como a Tese de Cassiciacum.

## Episcopado
Des Lauriers acreditava ainda que os novos ritos de ordenação e consagração episcopal (mais novo Pontificale Romanum , novas formas pela promulgação de 18 de junho de 1968) promulgados por Paulo VI eram duvidosamente válidos (ou mesmo totalmente inválidos) e, portanto, era necessário agir para garantir uma sucessão apostólica válida para a preservação da Igreja Católica Romana (Rito Latino). Doutor Eberhard Heller e Doutor Kurt Hiller, sedevacantistas alemães que abrigavam Ngô Đình Thục (1897–1984), ex-arcebispo de Huế, Vietnã, iniciou discussões com des Lauriers, e depois que foi falsamente relatado que des Lauriers concordou em diminuir seu sedeprivacionismo e aderir aos princípios teóricos do sedevacantismo absoluto/totalista, foi acordado que o arcebispo o consagraria bispo.
Em 7 de maio de 1981, após longa consideração, des Lauriers foi consagrado bispo por Thuc em Toulon, França.
Ele foi excomungado pelo cardeal Raztinger em março de 1983 depois de ser ilicitamente consagrado bispo por Pierre Martin Ngô Đình Thục.
Des Lauriers consagrou três bispos: Günther Storck, um alemão, em 30 de abril de 1984; Robert McKenna, um americano, em 22 de agosto de 1986; e Franco Munari, italiano, em 25 de novembro de 1987.

## Morte e legado
Des Lauriers morreu em Cosne-Cours-sur-Loire, França, em 27 de fevereiro de 1988, aos 89 anos. Ele está enterrado em Raveau, França. 
Atualmente há cinco bispos que aderem à sua Tese de Cassicicum: Suas Excelências Reverendíssimas Dom Geert Stuyver (um belga) do Istituto Mater Boni Consilii (IMBC), com sede na Itália, onde des Lauriers é altamente comemorado, Dom Donald Sanborn, Dom Joseph Selway (ambos americanos) e Dom German Fliess (Argentino) do Instituto Católico Romano (RCI), com sede nos Estados Unidos, bem como o Bispo Robert Neville de Michigan, Estados Unidos.

## Obras

### Por des Lauriers
- O Espírito Santo, alma da Igreja , Étiolles, Seine et Oise: Mosteiro da Cruz, 1948.
- Garabandal , Sl, 1965.
- Carta a uma religiosa de Simone Weil  ; comércio por Mariella Bettarini. Resposta à Carta a um religioso de Guérard des Lauriers; comércio por Carmen Montesano ( Carta a um religioso ), Turim: Borla, 1970.
- Matemática, Matemática, Matemática Moderna , Paris: Doin, 1972.
- Homilia (entregue em 15 de maio de 1971 por ocasião do aniversário da morte do Almirante de Penfentenyo de Kervéréguin), Versalhes: ROC, 1973.
- A Caridade da Verdade , Villegenon: Santa Joana d'Arc, 1985.
- A Presença Real do Verbo Encarnado nas Espécies Consagradas , Villegenon: Sainte Jeanne d'Arc, 1987.

### Sobre a doutrina de des Lauriers
- Louis-Marie de Blignières, O Mistério do Ser. A abordagem tomista de Guérard des Lauriers , Paris, J. Vrin, 2008.